# Marienkirche (Dessau)

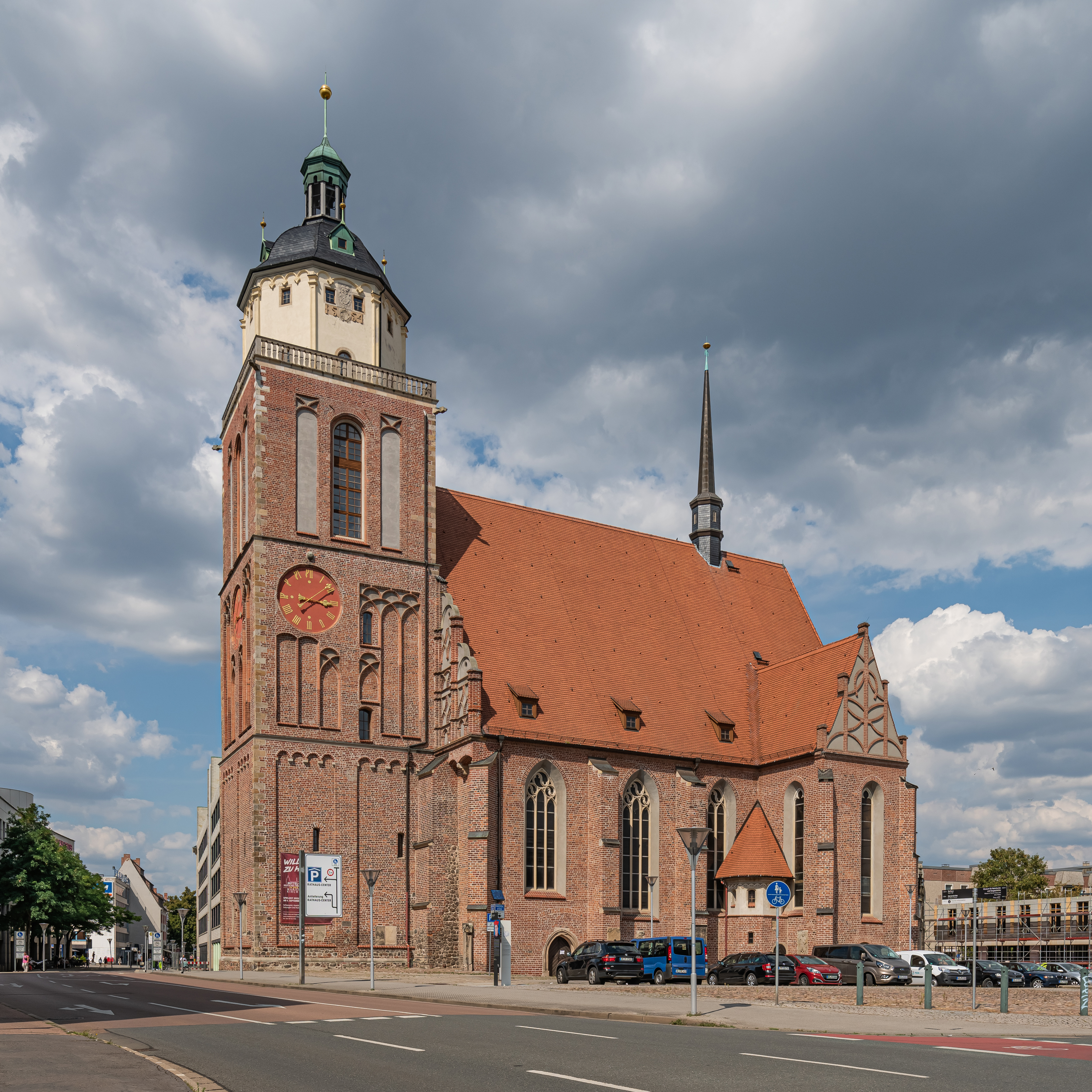
Marienkirche Dessau

Die Marienkirche ist ein ursprünglich katholisches, seit 1534 evangelisches Sakralgebäude im Zentrum der Stadt Dessau-Roßlau in Sachsen-Anhalt, das heute als Veranstaltungszentrum dient. Sie wurde bei den Luftangriffen auf Dessau im März 1945 zerstört und erst in den 1990er Jahren wieder aufgebaut. Früher war St. Marien Schloss- und Stadtkirche.

## Geschichte und Architektur
Die ehemalige Schloss- und Stadtkirche St. Marien in Dessau ist eine spätgotische dreischiffige Hallenkirche aus Backstein mit Umgangschor und einem Westturm, die einen romanischen Vorgängerbau ersetzte. 
Die erste romanische Marienkirche wurde 1263 geweiht. Am 25. Mai 1506 legte Fürst Ernst von Anhalt-Dessau den Grundstein für den Bau einer neuen gotischen Kirche unter der Leitung des halleschen Ratbaumeisters Ulrich von Schmiedeberg, die den romanischen Bau ersetzte. Nach dem Tod des Fürsten betrieb seine Gattin Margarethe von Münsterberg die Fertigstellung und die festliche Weihe am 15. Oktober 1523 unter Kardinal Erzbischof Albrecht von Mainz und Magdeburg. Die Kirche wurde 1540/1541 durch Melchior Wilde und Ludwig Binder eingewölbt und der Westturm von 1551 bis 1554 angebaut. Ludwig Binder fügte 1553 eine weitere Empore ein, die mit Brüstungsmalereien aus der Schule Lucas Cranachs des Jüngeren versehen war.
Eine Umgestaltung des Innern wurde von 1780 bis 1784 unter Fürst Franz durch Georg Christoph Hesekiel vorgenommen. 
Als Schloss- und Stadtkirche beherbergte Sankt Marien die Grablege der askanischen Fürsten bis zum Neubau des Mausoleums im heutigen Tierpark Dessau. Von 1848 bis 1850 wurde eine Gruft im Erdgeschoss des Turms eingebaut, das Portal dazu an der Turmnordseite stammt aus den Jahren von 1850 bis 1852.
St. Marien wurde durch einen Luftangriff am 7. März 1945 bis auf den Turm, die Umfassungsmauern und die Innenpfeiler zerstört und brannte unter Verlust der Inneneinrichtung aus. Vernichtet wurden dabei eine Kanzel aus Sandstein von 1540, der von Ludwig Binder gefertigte Taufstein von 1533 und die 52-registrige Rühlmann-Orgel. Der Turm – gesichert durch ein Notdach – mit seinem achteckigen Aufsatz blieb erhalten, ebenso die halben Ziergiebel beiderseits des Turms. Die Ruine wurde am 1. März 1983 dem Rat der Stadt Dessau übereignet und im Zeitraum von 1989 bis 1998 wieder aufgebaut, um seitdem als öffentlicher Veranstaltungsraum für Konzerte, Theateraufführungen, Sonderausstellungen und sonstige kulturelle Zwecke zu fungieren. Dabei wurden die Welsche Haube des Turms mit Laterne, das steile Satteldach und die dreieckigen Ziergiebel über den querhausartigen Anbauten rekonstruiert.
Am 4. September 2022 eröffnete der gebürtige Dessauer Dieter Hallervorden sein Mitteldeutsches Theater in der Marienkirche.

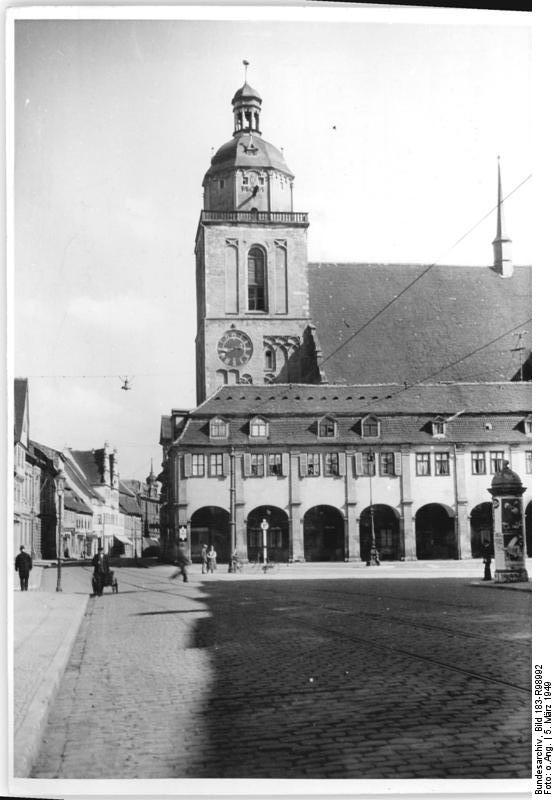
Marienkirche vor der Zerstörung
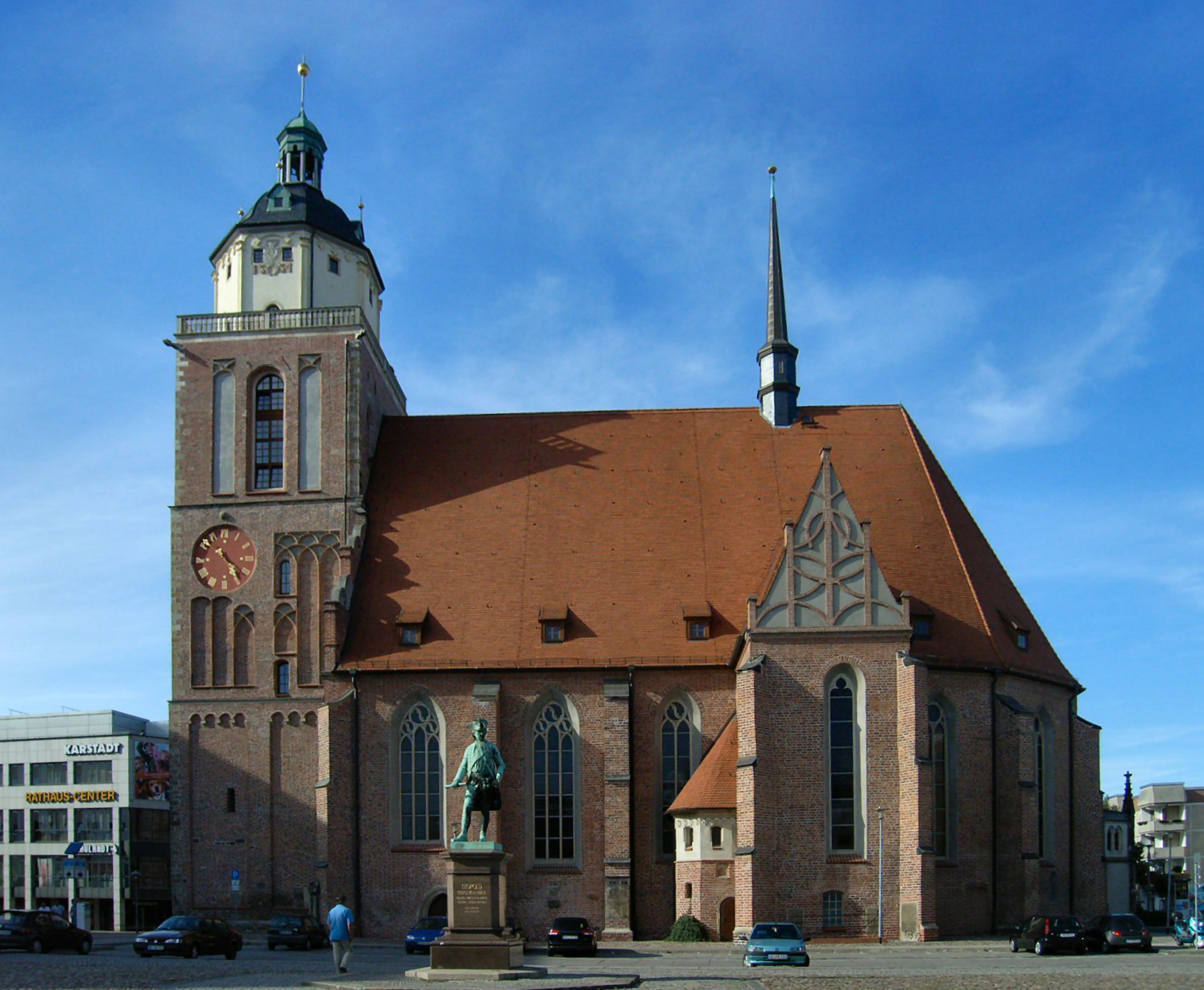
Marienkirche und Fürst-Leopold-Denkmal (2008)
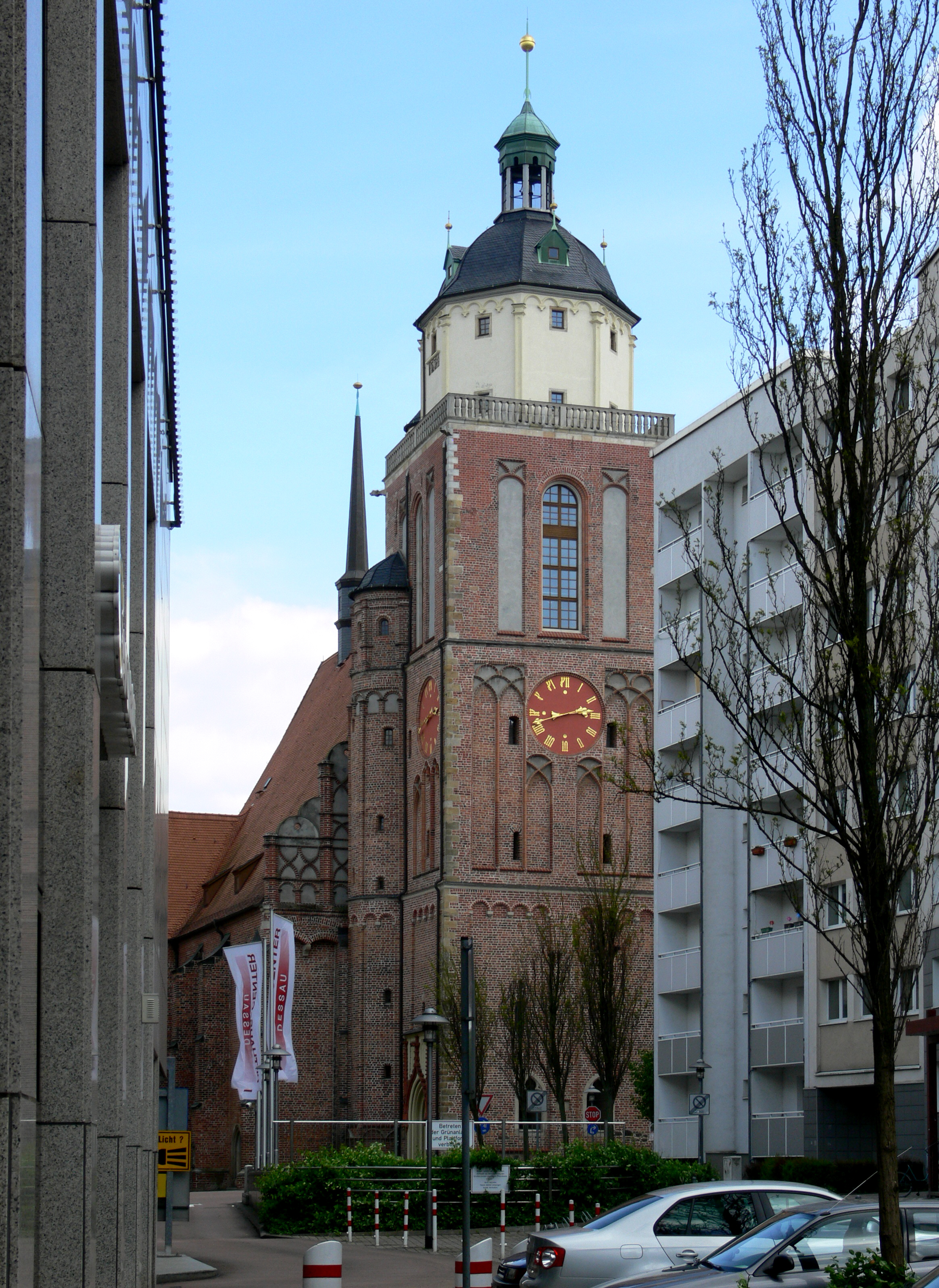
Ansicht von Westen (2010)

## Innengestaltung

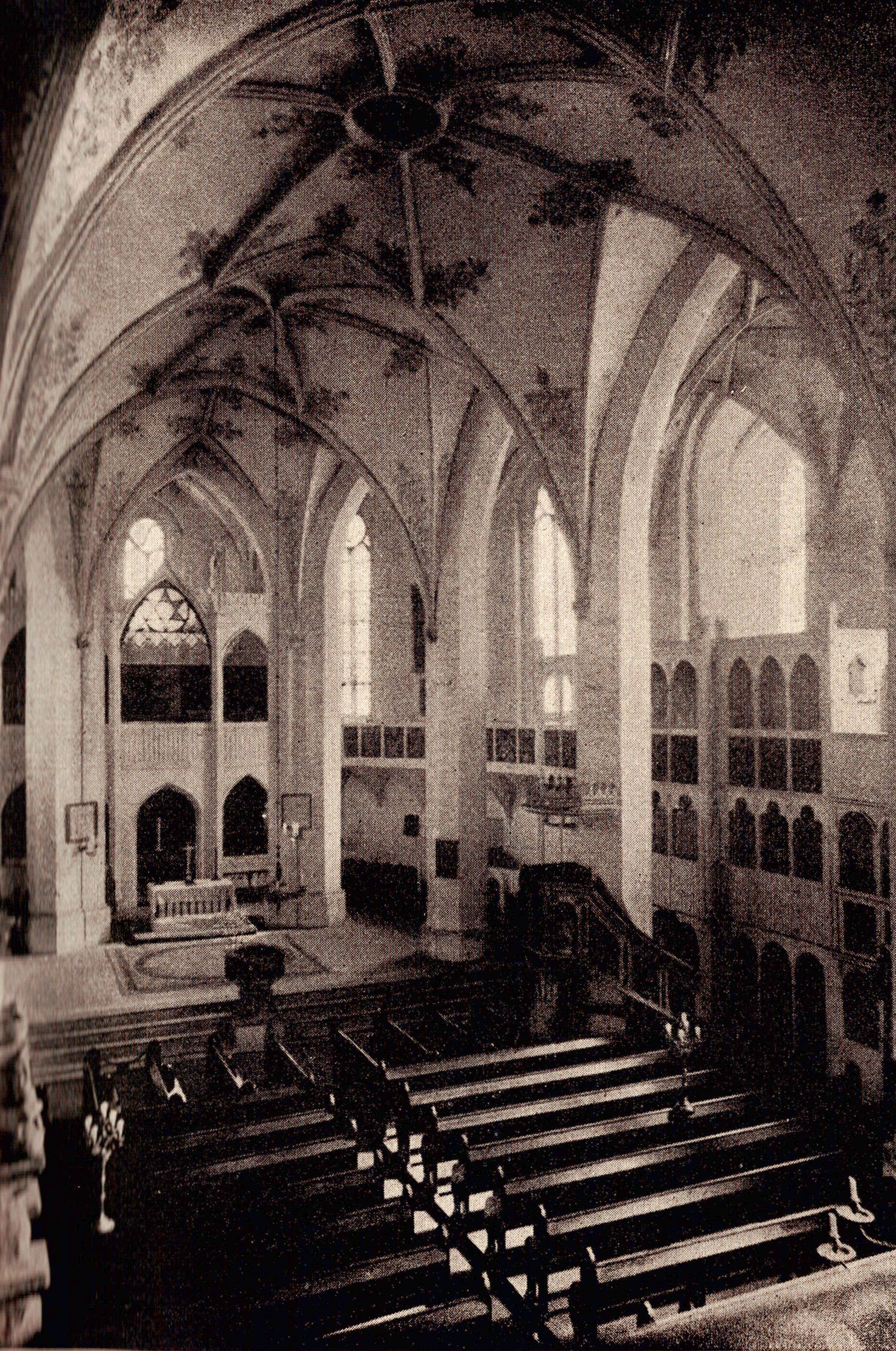
Inneres mit Rippengewölbe (um 1925)

Das heute unverputzte Innere ist eine kurze vierjochige Halle mit einem um das Dreiachtel-Innenpolygon herumgeführten Chorumgang, der außen von einem unregelmäßigen gestreckten Polygon umschlossen wird. Das ehemalige Rippengewölbe mit unterschiedlichen Rautennetzen und Sterngewölben im Umgang ist heute durch eine hölzerne Flachdecke ersetzt, die spätgotischen Gewölbeanfänger an den kämpferlosen Pfeilern jedoch noch erhalten. Das schlichte Fischblasenmaßwerk in den Fenstern wurde beim Wiederaufbau erneuert. Die zweigeschossigen quadratischen Anbauten besitzen im Erdgeschoss jeweils einen vom Schiff aus zugänglichen Raum, der ehemals gewölbt und vermutlich als Sakristei genutzt wurde. Über diesen Räumen befand sich eine in hohem Bogen geöffnete Empore, deren Gewölbe ebenfalls zerstört wurde. In die Westwand wurde eine Mauer des Vorgängerbaus aus behauenen Bruchsteinen mit breiter Spitzbogenöffnung einbezogen, die vermutlich Teil der Ostwand des Turms war.
Als Schlosskirche diente das Bauwerk seit dem 16. Jahrhundert auch als Grablege für die Fürsten von Anhalt-Dessau und deren Familien. Die Hauptgruft wurde 1738 durch Fürst Leopold I. angelegt, die größere der beiden Grüfte im Turmerdgeschoss von 1848–50 hat Kreuzrippengewölbe über einer Mittelsäule.
Die Ausstattung ging nahezu völlig verloren; geborgen wurden vor allem drei Gemälde der beiden Cranach und ihrer Werkstatt, darunter das Dessauer Abendmahl, die heute in der Johanniskirche aufbewahrt werden. Von den einst zahlreichen Grabmälern und Epitaphien sind nur wenige am Außenbau erhalten geblieben, so zum Beispiel an der Südseite der Grabstein des Caspar von Drauswitz († 1542), des Offiziers Balzer von Rechenberg aus der Zeit um 1625 und des Oberstallmeisters von Neitschütz († 1772). An der Nordseite befindet sich der Grabstein der Barbara von Heldorf († 1511).